# Franco Gazzera
Franco Gazzera (Bene Vagienna, 15 febbraio 1912 – Gondar, 5 gennaio 1939) è stato un diplomatico italiano.

## Biografia
Di una famiglia di avvocati e diplomatici di Cuneo (suo padre era l'avv. Giuseppe Gazzera, dirigente presso il Ministero degli Interni), si laureò in giurisprudenza all'Università di Roma. Suo lontano parente fu il generale Pietro Gazzera che divenne Viceré dell'Africa Orientale Italiana (AOI).
Centurione della Milizia, Primo Segretario Coloniale del Governo Regio dell'Eritrea, Reggente di Commissariato di Dancalia e poi di Reggente di Commissariato di Gondar, nonché facente funzioni di grado di Commissario regionale coloniale di II classe.
Intraprese la carriera diplomatica, fece la gavetta nell'Amministrazione dell'AOI. Durante le rivolte nelle zone sotto la sua responsabilità e direzione, decise - benché non fosse necessaria la sua presenza non essendo un militare - di unirsi ad un contingente di 200 soldati coloniali ed àscari per raccogliere notizie per il Governo dell'Amara sulla rivolta ed il numero dei ribelli in armi.
Ferito gravemente al ventre nell'azione, fu trasportato in aereo a Gondar dove morì la notte del 4 gennaio.
Al funerale presenziarono il generale Luigi Frusci, il generale Liberti e il Viceré Amedeo di Savoia-Aosta (1898-1942).
Il Fascismo utilizzò la sua immagine e la sua morte nell'esaltazione delle imprese coloniali. Gli vennero intestate strade nelle maggiori città dell'Africa Orientale Italiana. Fu decorato con la medaglia d'argento al valore militare alla memoria nonché fu nominato "Cavaliere dell'Ordine al Merito Coloniale". Poco prima di morire, fu promosso a Consigliere di Governo Regio, grado corrispondente al Console di 2ª classe.
Benito Mussolini lo indicò più volte nei suoi discorsi come esempio. Alla caduta del Fascismo, la sua figura cadde nell'oblio.